# Pin quả chanh

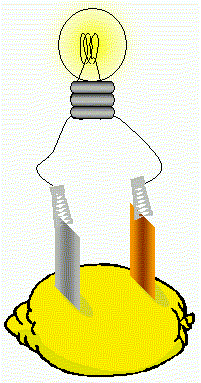
Pin quả chanh được làm từ một quả chanh và hai điện cực bằng kim loại khác nhau như đồng xu hay dây đồng và một cây đinh bằng kẽm hay tráng kẽm. Trên thực tế, một trái chanh thì không đủ sức thắp sáng một chiếc bóng đèn; người ta phải dùng tới 500 quả mắc nối tiếp mới có thể khiến bóng đèn tiêu chuẩn cháy sáng.

Pin quả chanh là một thiết bị dùng trong thí nghiệm được trình bày trong nhiều quyển sách về khoa học trên khắp thế giới. Nó bao gồm hai vật bằng kim loại, như cây đinh tráng kẽm và đồng xu bằng đồng, ghim vào một quả chanh. Đồng xu đóng vai trò điện cực dương (cathode) còn cây đinh thì đóng vai trò điện cực âm (anode). Hai điện cực này tạo ra một phản ứng điện hóa dẫn đến hình thành một hiệu điện thế.
Mục đích của thí nghiệm này là giúp cho sinh viên hiểu được cách hoạt động của pin điện hóa. Sau khi mẫu pin đã được gắn kết, một máy đo điện sẽ được dùng để đo đạc hiệu điện thế sinh ra. Để có một hiệu ứng trực quan hơn, vài quả chanh được mắc nối tiếp có thể được dùng để thắp sáng một bóng đèn LED tiêu chuẩn. Đèn dây tóc thường không được sử dụng bởi vì pin quả chanh không thể tạo ra được cường độ dòng điện đủ lớn cho bóng đèn loại này. Đồng hồ điện tử cũng hoạt động tốt, và một số nhà sản xuất đồ chơi cũng cung cấp các bộ đồ chơi có đồng hồ chạy bằng hai viên pin quả chanh hay pin khoai tây.
Năng lượng cung cấp cho mạch điện có từ việc khử các ion kim loại trên điện cực. Một cách đơn giản, trái chanh đã cung cấp điều kiện cho phản ứng xảy ra. Trong pin trái chanh, cả hai quá trình oxy hóa và khử đều diễn ra. Ta xét ví dụ về pin chạy bằng đồng và kẽm. Ở anode, kẽm bị oxy hóa như sau:
Zn → Zn2+ + 2 e-.
Ở cathode, hydro bị khử:
2H++ 2e- → H2.
Khoai tây, táo, hay bất kỳ loại hoa quả nào có chứa acid hay chất điện phân đều có thể dùng được, nhưng thường nhất là chanh vì nó chứa nhiều acid hơn hết.. Một số cặp kim loại khác, như magnesi-đồng, có hiệu năng cao hơn: ví dụ, dùng một mảnh magnesi thay cho kẽm sẽ giúp tăng điện áp từ 1.1 V lên 1.6 V. (Mức điện áp còn tùy thuộc vào loại chanh.) Song, kẽm và đồng được dùng nhiều hơn cả vì chúng an toàn hơn và dễ kiếm hơn.

## Mô tả bằng video
- Lemon Battery
- Orange Battery Lưu trữ ngày 18 tháng 4 năm 2021 tại Wayback Machine
- Potato Battery